# Důl Ziemowit
Důl Ziemowit (polsky Kopalnia Węgla Kamiennego „Ziemowit“, krátce KWK Ziemowit) je činný černouhelný důl společnosti Kompania Węglowa, která se nachází v Lędzinách. Těžba probíhá v dobývacím prostoru Lędziny I, který se nachází na území gmin Katowice, Mysłowice, Tychy, Lędziny, Imielin, Chełm Śląski a Bieruń ve Slezském vojvodství v Polsku.

## Historie
Těžba v dolu Ziemowit byla zahájena 3. prosince 1952. Od 1. dubna 1993 do 31. ledna 2003 náležel důl podniku Nadwiślańska Spółka Węglowa, od 1. února 2003 je součástí uhelné společnosti Kompania Węglowa. V případě roční těžby na úrovni 4,5 mil. tun by měla zdejší zásoby uhlí (včetně bilančních) vystačit na provoz dolu minimálně do roku 2040.

## Technické údaje
Důl zahrnuje 1 těžní jámu (III), tři ventilační jámy (W-I, W-II, Szewczyk) a dvě pomocné jámy (I, II).
- Rozloha dobývacího prostoru: 71,15 km²
- zásoby uhlí: operativní 133 mil. tun + bilanční 650 mil. tun (k 31. 12. 2007)[2]
- Maximální denní těžba: 20 000 tun
- Důlní patra:
  - těžební: 500, 650 m[1]